# Hasfjorden
Hasfjorden (nordsamisk: Áknovuotna) er en fjord på Sørøya i Hasvik kommune i Troms og Finnmark fylke i Norge. Fjorden går 6,3 kilometer mod nord til Hasfjordbotn i enden af fjorden.
Fjorden har indløb mellem Hasfjordneset i vest og Taborshamnneset i øst. Fjorden ligger lige øst for selve Hasvik. Storøya er en 2,3 km lang ø på vestsiden af fjorden. Her ligger også et par landbrug som Elnheim og Hofset. Det meste af fjorden er under  30 meters dybde, men yderst i fjorden går bunden ned mod 70 meter.